# (32474) 2000 SP212
2000 أس بي 212 (ويعرف أيضًا باسم (32474) 2000 أس بي 212 وفق تسمية الكوكب الصغير) (بالإنجليزية: 2000 SP212)‏ هو كويكب ضمن حزام الكويكبات؛ وترتيبه 32474 من حيث الاكتشاف.
اكتُشف هذا الجُرم الفلكي بواسطة بحث لنكولن عن الكويكبات القريبة من الأرض في 25 سبتمبر 2000.

## وصلات خارجية
- (32474) 2000 SP212 في قاعدة بيانات مختبر الدفع النفاث لأجرام النظام الشمسي الصغيرة

- الاكتشاف · مخطط المدار ·  العناصر المدارية · المعلمات المادية

- (32474) 2000 SP212 على موقع ويكي سكاي: DSS2, SDSS, GALEX, IRAS, Hydrogen α, X-Ray, Astrophoto, Sky Map, Articles and images